# Paesia acclivis
Paesia acclivis là một loài thực vật có mạch trong họ Dennstaedtiaceae. Loài này được (Kunze) Kuhn miêu tả khoa học đầu tiên năm 1882.